# Banjar Dowo (Kabuh)
Banjar Dowo is een bestuurslaag in het regentschap Jombang van de provincie Oost-Java, Indonesië. Banjar Dowo telt 2369 inwoners (volkstelling 2010).